# Đông Hoàng, Tiền Hải
Đông Hoàng là một xã thuộc huyện Tiền Hải, tỉnh Thái Bình, Việt Nam.
Xã có diện tích 7,28 km², dân số năm 1999 là 5.974 người, mật độ dân số đạt 821 người/km².